# Don't Believe Her
«Don't Believe Her» es una canción de la banda alemana de hard rock y heavy metal Scorpions, publicada como sencillo en 1990 por Mercury Records e incluida como la segunda pista del álbum Crazy World (1990). Escrita por Klaus Meine, Herman Rarebell, Matthias Jabs y Jim Vallance, es una canción de hard rock cuya letra trata sobre un hombre cegado de amor por una mujer que le prometió el paraíso, antes de abandonarlo. En parte de los versos, el narrador le dice a este hombre como la mujer lo está manipulando.
Una vez que salió al mercado alcanzó una relativa atención en las listas musicales, pues entró en la polaca, la británica y en el Mainstream Rock Tracks de los Estados Unidos. A pesar de aquello, estuvo en el listado de canciones de la gira Crazy World Tour; de hecho, una de las presentaciones dadas en Dortmund se grabó para el videoclip. Tras ello, no fue tocada en vivo durante años, hasta que en 2004 se interpretó en la gira Unbreakable World Tour. De ambos tour, se registró para los álbumes en video Crazy World Tour Live...Berlín 1991 y Live At Wacken Open Air 2006.

## Composición y grabación
La letra la escribió Klaus Meine, Herman Rarebell y Jim Vallance, mientras que la música la compuso este último junto con Rudolf Schenker. Considerada una canción de hard rock, posee un riff de guitarra eficaz y un estribillo particularmente comercial. Por su parte, la letra trata sobre un hombre cegado de amor por una mujer que le prometió el paraíso, antes de abandonarlo. En parte de los versos, el narrador le dice a este hombre como la mujer lo está manipulando. Al igual que las demás canciones que integran el álbum Crazy World, su grabación se llevó a cabo en 1990 en los estudios Goodnight LA de Los Ángeles (Estados Unidos) y Wisseloord Studios de Hilversum (Países Bajos).

## Lanzamiento
«Don't Believe Her» salió al mercado el 10 de diciembre de 1990 como el tercer sencillo de Crazy World, a través de Mercury Records. Su lado B dependió del formato de lanzamiento. En el caso del vinilo de 7" y el disco compacto europeo lo ocupó «Restless Nights». Mercury en los Estados Unidos lo editó en casete, en cuyo lado B estaba la canción «Kicks After Six» y una prevista de «Crazy World», «Hit Between the Eyes» y «Wind of Change», cada una de estas tres últimas posee una duración de un minuto y fracción.
Por su parte, Vertigo Records lo lanzó en el Reino Unido en tres formatos. El vinilo de 7" contó con «Kicks After Six» como lado B, mientras que el disco compacto lo integraron «Kicks After Six» y las versiones en vivo de «Big City Nights» y «Holiday», grabadas en el Moscow Music Peace Festival en la Unión Soviética en 1989. Asimismo, Vertigo publicó un vinilo de 7" en una edición limitada de 5000 copias e incluye a «Kicks After Six» y «Crazy World» en el lado B, además de una tarjeta laminada con las fechas europeas del Crazy World Tour. Una vez en el mercado, obtuvo una relativa recepción en las listas musicales. Llegó hasta el puesto 6 en el conteo nacional de Polonia, al 13 en el Mainstream Rock Tracks de los Estados Unidos y al 77 en el UK Singles Chart del Reino Unido.
Videoclip
Wayne Isham, de la productora audiovisual The Company, dirigió el videoclip de «Don't Believe Her». Con la producción de Jeff Tannebring, el video se rodó en una de las dos presentaciones en vivo dadas en el recinto Alsterdorfer Sporthalle de Dortmund (Alemania), como parte de la gira promocional Crazy World Tour.

## Lista de canciones
| Vinilo de 7" y disco compacto (edición europea) |                     |                                     |          |  |
| N.º                                             | Título              | Escritor(es)                        | Duración |  |
| 1.                                              | «Don't Believe Her» | Schenker, Meine, Jabs, Vallance     | 4:56     |  |
| 2.                                              | «Restless Nights»   | Meine, Rarebell, Buchholz, Vallance | 5:44     |  |

| Casete (edición estadounidense) |                                       |                                     |          |  |
| N.º                             | Título                                | Escritor(es)                        | Duración |  |
| 1.                              | «Don't Believe Her»                   | Schenker, Meine, Jabs, Vallance     | 4:56     |  |
| 2.                              | «Kicks After Six»                     | Meine, Rarebell, Buchholz, Vallance | 3:51     |  |
| 3.                              | «Crazy World» (vista previa)          | Schenker, Meine, Rarebell, Vallance | 1:02     |  |
| 4.                              | «Hit Between the Eyes» (vista previa) | Schenker, Meine, Rarebell, Vallance | 1:11     |  |
| 5.                              | «Wind of Change» (vista previa)       |                                     | 1:04     |  |

| Vinilo de 7" (edición británica) |                     |                                     |          |  |
| N.º                              | Título              | Escritor(es)                        | Duración |  |
| 1.                               | «Don't Believe Her» | Schenker, Meine, Jabs, Vallance     | 4:56     |  |
| 2.                               | «Kicks After Six»   | Meine, Rarebell, Buchholz, Vallance | 3:51     |  |

| Disco compacto |                     |                                     |          |  |
| N.º            | Título              | Escritor(es)                        | Duración |  |
| 1.             | «Don't Believe Her» | Schenker, Meine, Jabs, Vallance     | 4:56     |  |
| 2.             | «Kicks After Six»   | Meine, Rarebell, Buchholz, Vallance | 3:51     |  |
| 3.             | «Big City Nights»   | Schenker, Meine                     | 4:55     |  |
| 4.             | «Holiday»           | Schenker, Meine                     | 3:15     |  |

| Vinilo de 12" (edición británica) |                     |                                     |          |  |
| N.º                               | Título              | Escritor(es)                        | Duración |  |
| 1.                                | «Don't Believe Her» | Schenker, Meine, Jabs, Vallance     | 4:56     |  |
| 2.                                | «Kicks After Six»   | Meine, Rarebell, Buchholz, Vallance | 3:51     |  |
| 3.                                | «Crazy World»       | Schenker, Meine, Rarebell, Vallance | 5:10     |  |

## Posicionamiento en listas
| País           | Lista                  | Posición |
| -------------- | ---------------------- | -------- |
| Estados Unidos | Mainstream Rock Tracks | 13       |
| Polonia        | LP3 Chart              | 6        |
| Reino Unido    | UK Singles Chart       | 77       |

## Músicos
- Klaus Meine: voz
- Rudolf Schenker: guitarra rítmica
- Matthias Jabs: guitarra líder
- Francis Buchholz: bajo
- Herman Rarebell: batería